# رالي الأرجنتين 2013
رالي الأرجنتين 2013 هو سباق رالي أقيم في الفترة من مايو 1 إلى 4 مايو 2013 في فيلا كارلوس باز، قرطبة، الأرجنتين. كان الجولة الخامسة ضمن بطولة العالم للراليات موسم 2013. تكون الرالي من 14 مرحلة. فز به الفرنسي سيباستيان لوب.